# Queen's Park (Londra)
Queen's Park è una parrocchia civile nel municipio di Westminster, l’unica esistente in tutta Londra.
Il quartiere storico era tuttavia più ampio, comprendendo una superficie pressoché equivalente nel confinante borgo di Brent, dove ricade il parco stesso che dà il nome alla zona.

## Storia
Il quartiere non fu mai una parrocchia della Chiesa anglicana, e di conseguenza neppure un ente amministrativo con confini definiti. Fu, come detto, il parco a definire quest'area a cavallo fra Brent e Paddington, e i consiglieri municipali eletti sul territorio.
Nel 2014 la zona nel municipio di Westminster, che da mezzo secolo aveva assorbito Paddington, votò per creare un proprio consiglio comunitario. Il consiglio è privo di poteri coercitivi, ma dispone di un budget per progetti sulla gioventù, la disabilità, la sicurezza e il commercio locale.

## Sport
Il quartiere era la sede originale del famoso club di calcio del Queens Park Rangers Football Club.